# Holly Woodlawn
Holly Woodlawn (Juana Díaz, 26 ottobre 1946 – Los Angeles, 6 dicembre 2015) è stata un'attrice portoricana naturalizzata statunitense, superstar transgender di Andy Warhol e interprete dei film Trash - I rifiuti di New York (1970) e Women in Revolt (1971).

## Biografia
Nacque nello stato di Porto Rico con il nome Haroldo Santiago Franceschi Rodriguez Danhakl da madre portoricana e da un soldato statunitense di origini tedesche, che abbandonò la famiglia pochi mesi dopo la sua nascita. Durante la sua transizione adottò il nome Holly, in omaggio all'eroina di Colazione da Tiffany, e aggiunse, nel 1969, il cognome Woodlawn dal nome del cimitero di New York.
Holly incontrò Andy Warhol alla Factory durante la proiezione di Flesh. Grazie a Warhol, conobbe Jackie Curtis, che la scritturò per la sua commedia Heaven Grand in Amber Orbit nell'autunno del 1969. In ottobre le fu assegnato un piccolo ruolo in Trash, ma Holly impressionò a tal punto il regista Paul Morrissey che egli decise di darle un ruolo di maggior rilievo. Nel 1970 Holly ricevette dall'Academy of Motion Picture Arts and Sciences la notizia che George Cukor stava facendo una petizione affinché fosse candidata all'Oscar per la sua interpretazione in Trash.
Nel 1971 Holly sostituì Candy Darling al "La Mama Theatre" di New York in una produzione di Vain Victory, commedia scritta e diretta da Jackie Curtis. È stata arrestata e incarcerata per un breve periodo dopo essere stata colta a prelevare i soldi in banca di un'altra donna dopo averle rubato l'identità. Dal 1976 il lavoro cominciò a scarseggiare e Holly si trasferì a San Francisco. Ritornò a New York lo stesso anno ed ebbe un breve revival dopo aver partecipato al talk show Geraldo, prima di essere nuovamente messa in prigione, nel 1977, per violazione della libertà condizionata. Fu scarcerata su appello del politico Ethan Geto.
La Woodlawn ha continuato a fare camei in commedie e film, come ad esempio Billy's Hollywood Screen Kiss, durante gli anni ottanta e novanta.
Dopo la morte di Warhol, è stata spesso richiesta come commentatrice della vita e delle influenze dell'artista.
Riisiedeva a West Hollywood, in California. Negli ultimi anni la Woodlawn si è esibita in show di cabaret, che comprendevono storie sulla sua vita e canzoni che lei sente vicine alla sua vicenda, facendo il tutto esaurito a Los Angeles e New York. È morta a Los Angeles il 6 dicembre 2015.

## Holly Woodlawn nella musica
- Lou Reed fa riferimento a lei in Walk on the Wild Side, nei versi:

- Holly compare con un cameo nel video musicale Deeper and Deeper del 1992 di Madonna.

## Filmografia

### Cinema
- Trash - I rifiuti di New York (Trash), regia di Paul Morrissey (1970)
- Bad Marien's Last Year, regia di Gene Ayres - cortometraggio (1971)
- Women in Revolt, regia di Paul Morrissey (1971)
- Scarecrow in a Garden of Cucumbers, regia di Robert J. Kaplan (1972)
- Broken Goddess, regia di Dallas - cortometraggio (1973)
- Take Off (...e ora spogliati) (Take Off), regia di Armand Weston (1978)
- Night Owl, regia di Jeffrey Arsenault (1993)
- Scathed, regia di David Gregory (1995)
- Phantom Pain, regia di Neil Matsumoto (1996)
- Bubblegum, regia di Peter Strickland - cortometraggio (1996)
- Billy's Hollywood Screen Kiss, regia di Tommy O'Haver (1998)
- Twin Falls Idaho, regia di Michael Polish (1999)
- Milwaukee, Minnesota, regia di Allan Mindel (2003)
- Alibi, regia di James Chean (2007)
- Heaven Wants Out, regia di Robert Feinberg (2009)
- The Lie, regia di Joshua Leonard (2011)
- The Ghosts of Los Angeles, regia di Richard Carroll - cortometraggio (2011)
- She Gone Rogue, regia di Rhys Ernst - cortometraggio (2012)
- East of the Tar Pits, regia di Gary LeGault (2012)
- Dust, regia di Adam Dugas e Casey Spooner (2012)

### Televisione
- The Byrds of Paradise - serie TV, episodi 1x12 (1994)
- The Matinee Idol, regia di Gino Colbert - film TV (1995)
- Beverly Hills Hustlers, regia di Matt Cobey - film TV (1996)
- Transparent - serie TV, episodi 1x2-1x6 (2014)